# Un'altra direzione
Un'altra direzione è il decimo album di Nek, pubblicato il 30 gennaio 2009.
Il disco è stato anticipato dall'uscita dei singoli Walking Away, brano del 2001 del cantante Craig David reinciso nel 2008 in duetto con Nek, e La voglia che non vorrei.
Gli altri singoli estratti sono Se non ami e Semplici emozioni.
Quella di Nek è un'evoluzione personale che rimane fedele alla sua raffinatezza stilistica, ma allo stesso tempo allarga il proprio orizzonte artistico, spaziando dal lento classico di “Se non ami” alle atmosfere sincopate di “Le mie mani” con una chitarra reggae dall'incedere percussivo. In questo progetto musicale prendono vita molteplici universi sonori, fra cui il rock dai connotati sinfonici del brano d'apertura “Tira su il volume”; i contorni acustici della title track “Un'altra direzione”; i ritmi più energici di “Quante cose sei” con il suo giro di chitarra; l'atmosfera eterea di “Per non morire mai”; l'impronta dark di “Un'ora in più” e “Nel giorno che verrà”; fino all'adrenalina rock di “Perdere il controllo” e “La musica che c'è”.
L'album raggiunge la prima posizione in Italia e la terza in Svizzera.

## Curiosità
È l'ultimo album in cui è presente come autore Antonello de Sanctis con Daniele Ronda e Sergio Vinci e il terzo in cui è presente Andrea Amati.

## Tracce

### Un'altra direzione
1. Tira su il volume – 3:19 (testo: Antonello de Sanctis – musica: Filippo Neviani, Daniele Ronda)
2. Se non ami – 3:22 (testo: Antonello De Sanctis – musica: Nek)
3. La voglia che non vorrei – 3:47 (testo: Francesco de Benedittis, Francesco Gazze – musica: Francesco de Benedittis, Massimiliano Corona)
4. Semplici emozioni – 3:51 (Cesare Chiodo)
5. Quante cose sei – 4:04 (testo: Antonello de Sanctis – musica: Gianluca Giardi)
6. Un'altra direzione – 3:18 (testo: Andrea Amati – musica: Andrea Amati, Nek)
7. Un'ora in più – 3:31 (testo: Francesco de Benedittis, Francesco Gazze – musica: Francesco de Benedittis, Massimiliano Corona)
8. Le mie mani – 3:10 (testo: Antonello de Sanctis – musica: Nek)
9. Nel giorno che verrà – 3:23 (testo: Antonello de Sanctis – musica: Sergio Vinci)
10. Per non morire mai – 4:10 (testo: Antonello de Sanctis – musica: Nek)
11. Perdere il controllo – 3:28 (testo: Andrea Amati – musica: Andrea Amati, Nek)
12. La musica che c'è – 3:31 (testo: Antonello de Sanctis – musica: Nek)
13. Walking Away (feat. Craig David) – 3:26 (Craig David, Mark Hill - adatt. italiano: Antonello de Sanctis, Nek)

### Nuevas direcciones
1. Sube ya el volumen – 3:19 (testo: Antonello de Sanctis - adatt. spagnolo: Mila Ortiz Martin – musica: Filippo Neviani, Daniele Ronda)
2. Si no amas – 3:22 (testo: Antonello De Sanctis - adatt. spagnolo: Mila Ortiz Martin – musica: Nek)
3. Deseo que ya no puede ser – 3:47 (testo: Francesco de Benedittis, Francesco Gazze - adatt. spagnolo: Mila Ortiz Martin – musica: Francesco de Benedittis, Massimiliano Corona)
4. Simples emociones – 3:51 (Cesare Chiodo - adatt. spagnolo: Mila Ortiz Martin)
5. Eres así – 4:04 (testo: Antonello de Sanctis - adatt. spagnolo: Mila Ortiz Martin – musica: Gianluca Giardi)
6. Nuevas direcciones – 3:18 (testo: Andrea Amati - adatt. spagnolo: Mila Ortiz Martin – musica: Andrea Amati, Nek)
7. Una hora más – 3:31 (testo: Francesco de Benedittis, Francesco Gazze - adatt. spagnolo: Mila Ortiz Martin – musica: Francesco de Benedittis, Massimiliano Corona)
8. Mis manos – 3:10 (testo: Antonello de Sanctis - adatt. spagnolo: Mila Ortiz Martin – musica: Nek)
9. El día llegará – 3:23 (testo: Antonello de Sanctis - adatt. spagnolo: Mila Ortiz Martin – musica: Sergio Vinci)
10. Para no morir jamás – 4:10 (testo: Antonello de Sanctis - adatt. spagnolo: Mila Ortiz Martin – musica: Nek)

## Formazione
- Nek – voce, cori, chitarra acustica, dobro, percussioni, tastiera, chitarra elettrica
- Cesare Chiodo – programmazione
- Emiliano Fantuzzi – chitarra elettrica, tastiera
- Max Costa – tastiera, programmazione
- Luciano Galloni – batteria
- Dado Parisini – tastiera, pianoforte, archi
- Paolo Costa – basso
- Alfredo Golino – batteria
- Massimo Varini – chitarra acustica, cori, chitarra elettrica

## Classifiche
| Andamento nella classifica FIMI | Andamento nella classifica FIMI | Andamento nella classifica FIMI | Andamento nella classifica FIMI | Andamento nella classifica FIMI | Andamento nella classifica FIMI | Andamento nella classifica FIMI | Andamento nella classifica FIMI | Andamento nella classifica FIMI | Andamento nella classifica FIMI | Andamento nella classifica FIMI | Andamento nella classifica FIMI | Andamento nella classifica FIMI | Andamento nella classifica FIMI | Andamento nella classifica FIMI | Andamento nella classifica FIMI | Andamento nella classifica FIMI | Andamento nella classifica FIMI | Andamento nella classifica FIMI | Andamento nella classifica FIMI | Andamento nella classifica FIMI | Andamento nella classifica FIMI | Andamento nella classifica FIMI | Andamento nella classifica FIMI | Andamento nella classifica FIMI | Andamento nella classifica FIMI | Andamento nella classifica FIMI | Andamento nella classifica FIMI | Andamento nella classifica FIMI | Andamento nella classifica FIMI | Andamento nella classifica FIMI | Andamento nella classifica FIMI | Andamento nella classifica FIMI | Andamento nella classifica FIMI |
| Settimana                       | 01                              | 02                              | 03                              | 04                              | 05                              | 06                              | 07                              | 08                              | 09                              | 10                              | 11                              | 12                              | 13                              | 14                              | 15                              | 16                              | 17                              | 18                              | 19                              | 20                              | 21                              | 22                              | 23                              | 24                              | 25                              | 26                              | 27                              | 28                              | 29                              | 30                              | 31                              | 32                              | 33                              |
| ------------------------------- | ------------------------------- | ------------------------------- | ------------------------------- | ------------------------------- | ------------------------------- | ------------------------------- | ------------------------------- | ------------------------------- | ------------------------------- | ------------------------------- | ------------------------------- | ------------------------------- | ------------------------------- | ------------------------------- | ------------------------------- | ------------------------------- | ------------------------------- | ------------------------------- | ------------------------------- | ------------------------------- | ------------------------------- | ------------------------------- | ------------------------------- | ------------------------------- | ------------------------------- | ------------------------------- | ------------------------------- | ------------------------------- | ------------------------------- | ------------------------------- | ------------------------------- | ------------------------------- | ------------------------------- |
| Posizione                       | 2                               | 1                               | 4                               | 5                               | 14                              | 12                              | 13                              | 19                              | 24                              | 22                              | 28                              | 36                              | 35                              | 27                              | 30                              | 31                              | 36                              | 53                              | 51                              | 56                              | 54                              | -                               | 72                              | 61                              | 66                              | 79                              | 64                              | 64                              | 63                              | 54                              | 72                              | 56                              | 78                              |
| Fonte                           | [ 2 ]                           | [ 3 ]                           | [ 4 ]                           | [ 5 ]                           | [ 6 ]                           | [ 7 ]                           | [ 8 ]                           | [ 9 ]                           | [ 10 ]                          | [ 11 ]                          | [ 12 ]                          | [ 13 ]                          | [ 14 ]                          | [ 15 ]                          | [ 16 ]                          | [ 17 ]                          | [ 18 ]                          | [ 19 ]                          | [ 20 ]                          | [ 21 ]                          | [ 22 ]                          | [ 23 ]                          | [ 24 ]                          | [ 25 ]                          | [ 26 ]                          | [ 27 ]                          | [ 28 ]                          | [ 29 ]                          | [ 30 ]                          | [ 31 ]                          | [ 32 ]                          | [ 33 ]                          | [ 34 ]                          |